# Daleko od noszy. Szpital futpolowy
Daleko od noszy. Szpital futpolowy – polski sitcom wyświetlany przez telewizję Polsat od 17 września do 3 grudnia 2011.
Kontynuacja seriali: Szpital na perypetiach, Daleko od noszy i Daleko od noszy 2.
Serial jest kontynuacją sitcomów: Szpital na perypetiach – serialu komediowego wyprodukowanego w latach 2001–2003, Daleko od noszy – serialu komediowego wyprodukowanego w latach 2003–2009 i Daleko od noszy 2 – serialu komediowego wyprodukowanego w latach 2010–2011.

## Obsada
| Postacie główne: - Krzysztof Kowalewski – ord. mgr Zygmunt Łubicz - Hanna Śleszyńska – siostra Genowefa Basen - Paweł Wawrzecki – dr Roman Kidler - Piotr Gąsowski – dr Czesław Basen - Agnieszka Suchora – siostra Barbara Es - Krzysztof Tyniec – dr Rudolf Wstrząs - Rafał Rutkowski – dr Szerlok Dżems Kraśnik - Magdalena Mazur – siostra Magda - Maciej Wierzbicki – sanitariusz Słowikowski - Joanna Koroniewska – mecenas Alicja - Agata Załęcka - pielęgniarka Ewa - Krzysztof Unrug - Jan Kidler vel Idzi Kulawik, bratanek Kidlera - Bogusław Kaczmarczyk – pacjent Bogumił Nowak |  | Postacie epizodyczne: - Janusz Kułaga - mistrz (odc.1,6) - Mateusz Borek - głos lektora (odc.1) - Jan Tomaszewski - szycha z Ministerstwa Sportu (odc.2) - Bartosz Kopeć - bramkarz (odc.3) - Tomasz Iwan - obrońca (odc.4) - Magdalena Wierzbicka - dziewczyna (odc.4) - Artur Owczarek - napastnik (odc.4) - Zbigniew Kozłowski - fotoreporter (odc.4) - Piotr Duda - sędzia (odc.4) - Jarosław Kosiński - pomocnik (odc.4) - Antoni Dąbrowski - Damian Piguła, zawodnik Walecznych Tchusch (odc.5) - Krzysztof Szczerbiński - zawodnik Walecznych Tchusch oraz piłkarz Manolo Zagroza (odc.5,8) - Sebastian Stankiewicz - pacjent z poranioną dłonią (odc.5) - Michał Rolnicki – piłkarz (odc.6) - Piotr Świerczewski - kibic (odc.6) - Artur Janusiak - trener (odc.7) - Anna Przybylska – Karina Juraś (odc.8) - Jarosław Bieniuk - narzeczony doktor Karinki (odc.8) - Jacek Lenartowicz - Buziak (odc.9) - Iwona Runowska - tancerka (odc.10) - Zofia Zborowska - Jessica (odc.10) - Piotr Bąk - prezes Zawiślaka (odc.10) - Janusz Chomontek - mistrz świata w żonglerce piłką (odc.11) - Jan Monczka - Majewski (odc.12) |

## Lista odcinków
Daleko od noszy - szpital futpolowy
1. Mecz (17.09.2011)
2. Szycha (24.09.2011)
3. Jak uchronić żonę przed piłkarzem ? (01.10.2011)
4. Bliźniak z Brazylii (08.10.2011)
5. Zbrodnia na zamówienie (15.10.2011)
6. Tragedia salowego Basena (22.10.2011)
7. Kontra kadra (29.10.2011)
8. Czy Kolumb był Polakiem ? (05.11.2011)
9. Zatruty pocałunek (12.11.2011)
10. Słodkie Cherliderki (19.11.2011)
11. Nie ma rekordów nie do pobicia (26.11.2011)
12. Największa zagadka od czasu UFO (03.12.2011)